# Banavara, Tumkur
Banavara là một làng thuộc tehsil Tumkur, huyện Tumkur, bang Karnataka, Ấn Độ.